# 玛坑乡
玛坑乡，是中华人民共和国福建省宁德市周宁县下辖的一个乡镇级行政单位。

## 行政区划
玛坑乡下辖以下地区：
玛坑村、升阳村、灵凤山村、首章村、紫竹村、杉洋村、宝岭村、长峰村、赤洋村、下坑村、孝悌村、东坑村、芹太丘村、沈洋村和溪边村。